# Филотея Атинска
Филотея Атинска (на гръцки: Αγία Φιλοθέη η Αθηναία) със светско име Регула или Ревула Венизелос (на гръцки: Ρηγούλα ή Ρεβούλα-Παρασκευή Μπενιζέλου) е преподобна мъченица, християнска и православна покровителка на Атина, живяла и напътствала през XVI век.

## Биография
Тя е дъщеря на атинския първенец Ангелос Венизелос. Майка ѝ Сириги Палеологина е с потекло от византийската династия на Палеолозите. На 14-годишна възраст родителите ѝ я омъжат за много по-възрастния от нея Андреас Хилас, от личен атински род. Бракът е против волята ѝ, трае само три години, след което Ревула остава вдовица.
Само на 17 години тя поема по пътя исихазма и следва аскетичен живот. Отдава се на благотворителност и десет години след смъртта на родителите си приема монашеска схима и името Филотея. Като монахиня се отдава на ярка обществена дейност, основавайки първото по гръцките земи и в Европа училище за жени, създава обществена болница, предоставя убежище на пострадали от насилие и бременни жени, на такива, подложени на пребиване с камъни, а също така откупува роби от островите и им връща свободата.
Намира мъченическа смърт през 1589 г., по времето на султан Мурад III, заради деятелността си. Канонизирана веднага след смъртта си от патриарх Матей II Константинополски.
Родният ѝ дом е уникален образец на поствизантийска архитектура от XVI – XVII век, считан за най-старата запазена сграда в Атина. Намира се в Плака – квартала на боговете под Акропола.
Паметта ѝ се отбелязва на 19 февруари.